# Friderich von Fridstein

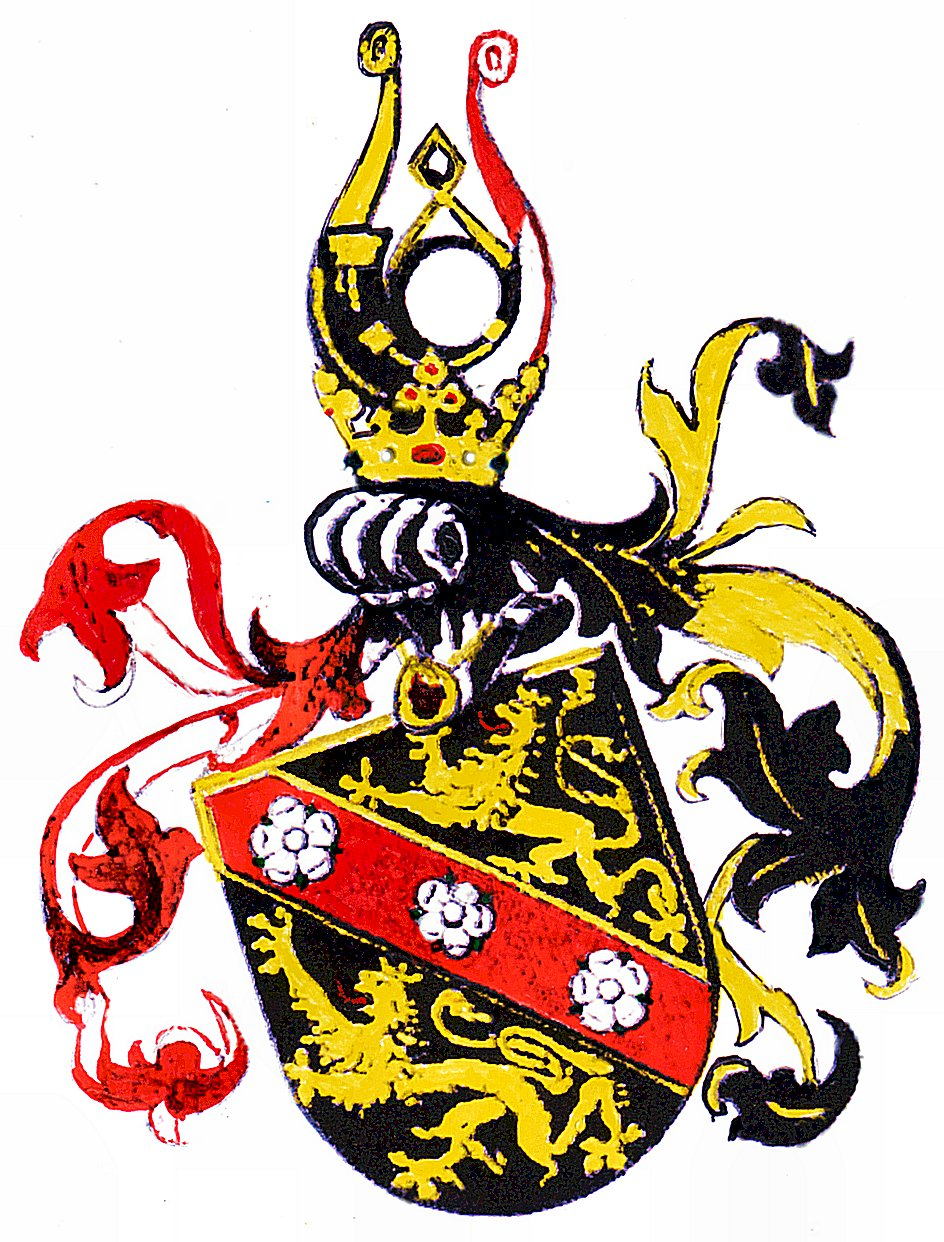
Wappen Friderich von Fridstein 1630

Die um 1730 im Mannesstamm erloschene Familie der Reichsritter Friderich von Fridstein waren ein österreichisches Adelsgeschlecht.

## Geschichte
Jakob Friderich († 30. August 1663 in Wien), damals Postamtsverweser ebenda, erhielt am 30. August 1630 zu Regensburg den Reichsadelstand. Ferner erhielt Jakob Friderich am 9. Mai 1653 in Regensburg als kaiserlicher Oberpostamtsverwalter die Bestätigung des ihm 1630 verliehenen Adelstandes als eines rittermäßigen Adelstandes mit Wappenbesserung und Rotwachsfreiheit, exemptio ab oneribus (Befreiung von Abgaben und  Steuern), den Titel eines kaiserlichen Hofdieners sowie das Prädikat „von Fridstein“.
Von seinen beiden Söhnen wurde der ältere, Balthasar, Ordensgeistlicher in Heiligenkreuz; der jüngere, Johann Jakob (* 22. Oktober 1647 in Wien;  † 1696 ebenda), heiratete am 15. Januar 1668 in Wien (St. Stephan) Maria Polixena Grabner (auch: Graber, * 24. November 1648 in Wien, St. Stephan) und hatte mit ihr zwischen 1668 und 1675 sieben Kinder, von denen bloß Christoph Ferdinand (* 29. Dez. 1671 in Wien, St. Stephan) und Marianne Therese (* 28. März 1673 in Wien, St. Stephan, † 6. November 1760 in Wien) erwachsen wurden. Letztere ehelichte am 29. Juli 1696 (Wien, Schotten) Johann Siegmund Hayek. Ersterer (der sich nur mehr Ferdinand nannte) war Kanzlist beim kaiserlichen Prinzipalkommissariat in Regensburg und dürfte Ende der 1720er-Jahre ohne Nachkommen verstorben sein.
Johann Jakob Friderich von Fridstein scheint eine Wappenübertragung auf den Schwiegersohn via facti, ohne Vorwissen der Adelsbehörde, vorgenommen zu haben. Tatsächlich ist das Wappen der Familie von Waldstätten weitgehend mit dem der Fridrich von Fridstein identisch. Unterschiede liegen lediglich in den Feldern 3 und 5 (drei Eichenbäume = Wald = Hayek) vor.

## Wappen

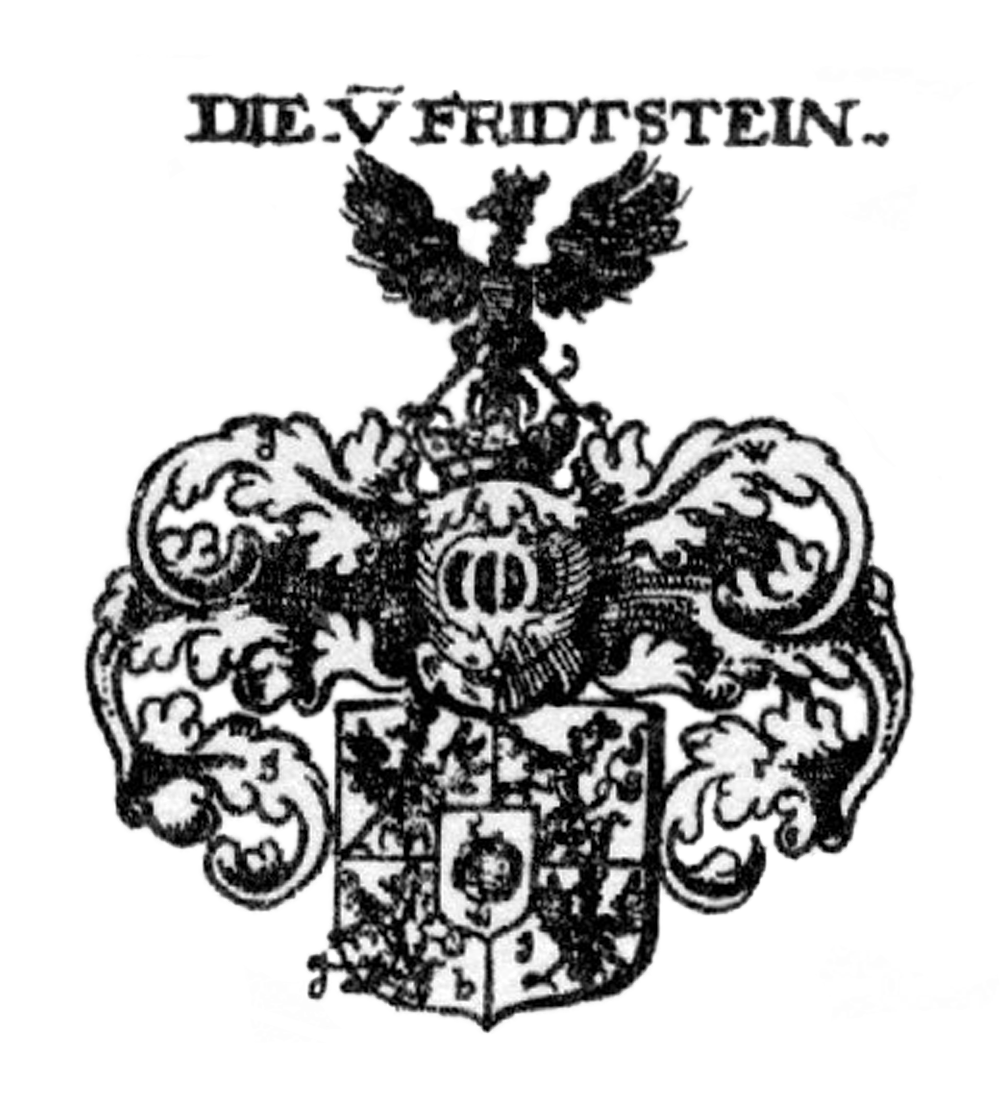
Wappen Friderich von Fridstein 1653 (nach Siebmacher)

1630: In Schwarz ein mit drei weißen Rosen belegter roter Schrägbalken, begleitet von zwei gekrönten goldenen doppelschwänzigen Löwen. Auf dem gekrönten Turnierhelm mit links schwarz-goldenen und rechts rot-weißen Decken, ein schwarzes Posthorn mit goldenen Beschlägen, zwischen zwei gold-schwarz und rot-weiß geteilten Büffelhörnern.
1653: Quadrierter Schild. 1 und 4 in Gold aufrecht ein schwarz gekrönter Adler; 2 und 3 in Blau nach rechts ein gekrönter goldener doppelschwänziger Löwe; im roten Herzschild eine weiße Rose. Gekrönter Turnierhelm mit links rot-weißen, rechts schwarz-goldenen Decken, darauf ein schwarzer gekrönter Adler.